# Seznam členů československého Federálního shromáždění po volbách v roce 1986
Toto je seznam členů Federálního shromáždění po volbách v roce 1986, kteří v tomto nejvyšším zákonodárném sboru Československa zasedali do voleb v roce 1990.

## Abecední seznam poslanců Sněmovny lidu
Včetně poslanců, kteří nabyli mandát až dodatečně při doplňovacích volbách (po rezignaci či úmrtí předchozího poslance). V závorce uvedena stranická příslušnost. Symbolem K jsou označeni poslanci, kteří byli do Federálního shromáždění kooptování v rámci procesu kooptací v letech 1989-1990.

### A–H
- Ing. František Axmann (KSČ)
- Ing. Pavol Bagín (bezpartijní, kand. KSS)
- Pavol Bahyl (KSS)
- Ing. Jozef Bakšay K (bezpartijní, resp. VPN)
- MUDr. Ľudovít Baldovský K (Strana slobody)
- Ing. Pavol Balgavý,  CSc. K (bezpartijní, resp. VPN)
- JUDr. Josef Bartončík (ČSL)
- MUDr. Miroslav Bartoš,  CSc. K (ČSL)
- PhDr. Věra Bartošková (ČSL)
- akad. Vlastimil Baruš (KSČ)
- Ing. Rudolf Battěk K (ČSSD)
- Luboš Běhálek (KSČ)
- Ing. Jozef Belko (KSS)
- akad. Břetislav Benda (KSČ)
- PhDr. Václav Benda K (KDS)
- Ján Bendžák (KSS)
- Ivana Bešíková (bezpartijní)
- Ing. Jiří Bezecný (ČSS)
- Vladimír Bibeň (KSS)
- RSDr. Vasil Biľak (KSS)
- Ing. Oldřich Blažek (KSČ)
- Ing. Vladimír Blažek (KSČ)
- Elena Bódisová (bezpartijní)
- RSDr. Miroslav Bochenek,  CSc. (KSČ)
- František Brabenec (KSČ)
- Slavoj Brokeš (KSČ)
- Jan Bubeník K (bezpartijní, resp. OF)
- Anna Buráňová (KSČ)
- Jaromír Búřil (bezpartijní)
- Mária Bušíková (KSS)
- MUDr. Petr Čermák,  CSc. K (bezpartijní, resp. OF)
- Josef Černík (KSČ)
- Albert Černý K (ČSSD)
- prof.JUDr. Zdeněk Češka (KSČ)
- Ing. Alojz Čmelo (SSO)
- Zdeněk Čumpl (bezpartijní)
- Václav David (KSČ)
- Ing. Jan Dobiáš (KSČ)
- Bohumil Doležal K (ČSDI)
- Ing. Milan Dolník (KSS)
- Mária Dubová (KSS)
- Leo Dvořák K (bezpartijní, resp. OF)
- Michal Dymáček K (bezpartijní, resp. OF)
- Marie Dymáčková (KSČ)
- Andrej Džupina (KSČ)
- JUDr. Lubomír Fanta (ČSS)
- Jozef Fekete (KSS)
- prof.,Ing. Rudolf Filkus,  CSc. K (bezpartijní, resp. VPN)
- PhDr. Ivan Fišera K (bezpartijní, resp. OF)
- Ing. Jan Flídr (KSČ)
- Helena Flösslerová (bezpartijní)
- Ing. Vladimír Fojtík K (bezpartijní, resp. OF)
- Marie Freiová (bezpartijní)
- Adolf Freisler (bezpartijní)
- Božena Fuková K (bezpartijní)
- Judita Gálová (bezpartijní)
- Ružena Gdovinová (bezpartijní)
- Jaromír Gebas K (KSČ)
- Michal Geci K (DS)
- Karol Gémesi K (bezpartijní, resp. VPN-MNI)
- doc. PhDr. Miroslav Grebeníček,  CSc. K (KSČ)
- Alena Grygarová (KSČ)
- Jiří Haas K (KSČ)
- Ing. Jozef Habovštiak,  CSc. K (bezpartijní)
- Marie Hadačová (KSČ)
- akad. Vladimír Hajko (KSS)
- RSDr. Jaroslav Hajn (KSČ)
- Ing. Róbert Harenčár K (bezpartijní)
- genpor. Július Hašana (KSČ)
- Alfréd Haško K (bezpartijní, resp. VPN)
- Jiří Havlíček (ČSL)
- RSDr. Vladimír Herman (KSČ)
- Ing. Jan Hlavačka (ČSL)
- Ing. Karel Hoffmann (KSČ)
- doc.Ing. Karol Honner,  CSc. K (bezpartijní, resp. VPN)
- PhDr.genp. Václav Horáček (KSČ)
- RSDr. Zdeněk Hoření (KSČ)
- Ing. Tomáš Hradílek K (bezpartijní, resp. OF)
- MUDr. Karol Hranai K (DS)
- Ing. Miloslav Hruškovič (KSS)
- Alois Hůla (KSČ)

### CH–R
- Ing. Bohuslav Chňoupek (KSČ)
- Drahomíra Chodurová (KSČ)
- Alois Indra (KSČ)
- RSDr. Miloš Jakeš (KSČ)
- RSDr.doc. Ignác Janák (KSS)
- Bohumil Janča K (bezpartijní, resp. OF)
- Stanislav Janda (ČSL)
- Jozef Jankovič K (bezpartijní)
- JUDr. Miroslav Jansta K (KSČ)
- Ing. Zdeněk Jaroň K (bezpartijní, resp. OF)
- Mária Jendrejčáková (bezpartijní)
- RSDr. Jan Jirásek (KSČ)
- Ing. Pavol Jonáš (KSS)
- Ing. Anton Juriš K (bezpartijní, resp. VPN-Strana zelených)
- Jaroslav Kalkus (KSČ)
- Magdaléna Kalmárová (KSS)
- PhDr. Pavol Kanis,  CSc. K (KSS)
- Ing. doc. Antonín Kapek (KSČ)
- JUDr. Luděk Kapitola (ČSS)
- František Kliha (KSS)
- PhDr. Jaroslav Klícha (KSČ)
- Václav Klíma K (bezpartijní)
- MUDr. Vladimír Klimeš K (bezpartijní, resp. VPN)
- MUDr. Ľudovít Kmeť (KSS)
- Michael Kocáb K (bezpartijní, resp. OF)
- Eva Kokavcová (bezpartijní)[p 2]
- Stanislav Kolda (KSČ)
- RSDr. Vladimír Kolmistr K (bezpartijní, resp. OF-Obroda)
- PhDr. Jindřich Konečný K (bezpartijní, resp. OF)
- Mária Kontríková (KSS)
- Josef Korčák (KSČ)
- Jindřich Korf (KSČ)
- Pavol Košala (KSS)
- MUDr. Štefan Kováč K (bezpartijní, resp. VPN)
- Hana Králíčková (KSČ)
- Marie Králová (KSČ)
- Alena Krátká (bezpartijní)
- Josef Kryll (KSČ)
- Ing. Zdeněk Křivský,  CSc. K (bezpartijní)
- Jarmila Křížková (KSČ)
- Ing.prof. Milan Kubát (KSČ)
- František Kubeš (KSČ)
- Florián Kubinský (KSS)
- JUDr. Bohuslav Kučera (ČSS)
- Jan Kučera (ČSS)[p 3]
- Petr Kučera K (bezpartijní, resp. OF)
- Zdeněk Kučera (KSČ)
- RNDr. Libor Kudláček K (bezpartijní, resp. OF)
- Erika Kuchárová (bezpartijní)
- Rudolf Kuljovský (KSS)
- Irena Kůsová (bezpartijní)
- PhDr.prof. Miroslav Kusý,  CSc. K (bezpartijní, resp. VPN)
- Václava Kuželová (KSČ)
- Ing.Mgr. Oldřich Kužílek K (bezpartijní, resp. OF)
- JUDr. prof. Karol Laco,  DrSc. (KSS)
- Jiří Ládr (ČSS)
- doc.PhDr. Ivan Laluha,  CSc. K (bezpartijní, resp. VPN)
- Ján Langoš K (bezpartijní, resp. VPN)
- Zdeněk Laštovička (ČSL)
- RSDr. Jozef Lenárt (KSS)
- Ján Lichner (SSO)
- Jan Loberšíner (KSČ)
- prof.Ing. Karel Löbl,  DrSc. (ČSS)
- JUDr. Josef Macek K (ČSL)
- MUDr. Miroslav Macek K (bezpartijní, resp. OF)
- JUDr. Dušan Macuška K (bezpartijní, resp. VPN)
- Alexander Madarász (KSS)
- Vlasta Malíková (KSČ)
- Zdeněk Malina K (bezpartijní, resp. OF)
- Ing. František Malý (KSČ)
- Michal Malý K (bezpartijní, resp. OF)
- Emanuel Mandler K (ČSDI)
- PhDr. Ivan Marton K (bezpartijní, resp. VPN)
- JUDr.PhDr. Zdeněk Masopust,  DrSc. K (KSČ)
- MUDr. Jiří Maštálka K (KSČ)
- Ing. Jaroslav Matoušek (ČSS)
- genpor.Ing. Jaroslav Matyáš (KSČ)
- JUDr. Jiří Medřický K (ČSL)
- Štefánia Michalková (bezpartijní)
- Karel Michalski (KSČ)
- Oldřiška Mikundová (ČSS)
- Anna Minárová (KSS)
- Ing. Július Minka,  CSc. K (bezpartijní, resp. VPN)
- RSDr. Vasil Mohorita K (KSČ)
- Ing. Jana Moltašová (KSČ)
- Danuše Mottlová (KSČ)
- Ing. Jiří Müller (bezpartijní)
- Jiří Musílek K (bezpartijní, resp. OF)
- Ján Nemček (bezpartijní)
- RSDr. Jiří Neubert (KSČ)
- Karel Neubert (politik) (KSČ)
- Hildegarda Niedobová (KSČ)
- MUDr. Karel Novosad K (bezpartijní, resp. OF)
- Jiří Nový (bezpartijní)
- Doc.PhDr. Jaromír Obzina,  DrSc. (KSČ)
- Margita Obžerová (bezpartijní)
- Elena Olahová (bezpartijní)
- František Ondřich (KSČ)
- Ján Pakán (KSS)
- RNDr. Martin Palouš K (bezpartijní, resp. OF)
- Júlia Pančurová (KSS)
- Heribert Panster (KSČ)
- JUDr. Vlasta Parkanová K (bezpartijní, resp. OF)
- RSDr. Vladimír Pátek (KSČ)
- Mária Paulechová (KSS)
- Ing. Alojz Pažák (KSS)
- Ing. Věra Pechová (KSČ)
- Jana Pekařová (KSČ)
- Martin Peroutka K (bezpartijní, resp. OF)
- Jana Petrová K (bezpartijní, resp. OF)
- Věra Petrželková (KSČ)
- RSDr. Vladimír Pirošík (KSS)
- Jaromír Piskoř K (bezpartijní, resp. OF)
- Ing. František Pitra (KSČ)
- Hana Pleskotová (KSČ)
- PhDr. Jiří Pospíšil K (bezpartijní, resp. OF)
- Ing. Svatopluk Potáč (KSČ)
- Ing. František Procházka (KSČ)
- Josef Puchmeltr (KSČ)
- Václav Rabas (bezpartijní)
- Jan Rábel (ČSL)
- RSDr. Zdeněk Rada (KSČ)
- Rastislav Rašín (KSČ)
- RSDr. Emil Rigo (KSS)
- Aranka Ročňáková (KSČ)
- Ing., doc. Rudolf Rohlíček (KSS)
- Ing. Jaroslav Růžička K (bezpartijní, resp. OF)
- Ing. Rudolf Říman (KSČ)

### S–Z
- Jitka Sachetová (KSČ)
- Lumír Sakmar (KSČ)
- Anna Salvová (bezpartijní)
- Eleonóra Sándorová K (bezpartijní, resp. VPN-MNI)
- Vlastimil Sehnal K (bezpartijní, resp. OF)
- prof.,Ing. Viktor Sidor (KSS)
- Drahomíra Slabá (KSČ)
- Věroslav Sláma K (bezpartijní, resp. OF)
- Ing. Miroslav Slavík (KSČ)
- Ing. Miloslav Soldát K (bezpartijní, resp. OF)
- prof.,Ing. Alexander Sommer,  DrSc. (KSS)
- Danica Stárková (bezpartijní)
- Ladislav Stejskal (KSČ)
- Ing. Slavomír Stračár K (bezpartijní, resp. VPN)
- Jaroslava Stránská (bezpartijní)
- Ing. Věra Stuchlíková (KSČ)
- prof.MUDr. Valja Stýblová,  zasl.um. (KSČ)
- Dr. Otakar Svěrčina (KSČ)
- MUDr. Pavel Svítil K (bezpartijní, resp. OF)
- prof. Jaroslav Svoboda,  zasl.um. (KSČ)
- Ľudovít Szabó (bezpartijní)
- Vojtech Szalai (KSS)
- PhDr. Jaroslav Šabata K (bezpartijní, resp. OF)
- Jiří Šašek K (bezpartijní, resp. OF)
- Jozef Šgorica[p 4] (KSS)
- prof.Ing. Věněk Šilhán,  CSc. K (bezpartijní, resp. OF)
- Ing. Vladimír Šimek (ČSL)
- Jaroslava Šimůnková (KSČ)
- RSDr. Václav Šípek (KSČ)
- Oldřich Škoda (KSČ)
- Jozef Škula (Strana slobody)
- Ing. Michal Šoltés (KSS, pak bezpartijní)
- RSDr. Miroslav Španiel (KSČ)
- MUDr. Luboš Špáta K (bezpartijní, resp. OF)
- Pavel Šremer K (Strana zelených)
- Benjamín Šrenkel (bezpartijní)
- Ing. František Štafa (KSČ)
- JUDr. Jiří Štancl (bezpartijní, resp. OF-KDS)
- Ing. Miroslav Štěpán,  CSc. (KSČ)
- Jan Štern K (bezpartijní, resp. OF)
- Václav Štix (bezpartijní)
- Peter Štrba (KSČ)
- Mária Štrbová (bezpartijní)
- JUDr. Lubomír Štrougal (KSČ)
- PhDr. Milan Šútovec,  CSc. K (bezpartijní, resp. VPN)
- Irena Švirlochová (KSS)
- Ing. Miroslav Tahy K (KDH)
- Ing. Marie Tajovská (bezpartijní)
- JUDr. Imrich Takacz (KSS)
- Ing. Miroslav Téra K (ČSL)
- RSDr. František Tesař (KSČ)
- Ing. Stanislav Tichavský (KSČ)
- Richard Tichý (ČSL)
- Emília Timaníková (KSS)
- Ing. Vladimír Tolar,  CSc. K (KSČ)
- JUDr. Petr Toman K (bezpartijní, resp. OF)
- PhDr. Stanislav Toms (ČSL)
- Jozef Trangoš (bezpartijní)
- doc. MUDr. Otto Trefný (KSČ)
- Ing. Vladimír Turek K (bezpartijní, resp. OF)
- Ing. Gejza Ujlaky (bezpartijní)
- Ivan Úlehla K (bezpartijní, resp. OF)
- Ing. Bohumil Urban,  CSc. (KSČ)
- Ing. Milán Václavík,  genplk. (KSS)
- RSDr. Václav Václavík (KSČ)
- Ing. Jan Vácha K (ČSL)
- JUDr. Vratislav Vajnar (KSČ)
- JUDr. Ernest Valko K (bezpartijní, resp. VPN)
- Dobromila Vávrová (KSČ)
- Miroslava Vavřínová (bezpartijní)
- Karel Vébr (ČSS)
- Vladimír Vedra (KSČ)
- Jaroslav Venhauer (KSČ)
- Ing. Konštantín Viktorín,  CSc. K (bezpartijní, resp. KDH)
- Oszkár Világi K (bezpartijní, resp. VPN-MNI)
- Věroslav Vondrouš (ČSS)
- Anna Vondrušková (KSČ)
- Marcela Vrábelová (bezpartijní)
- Ladislav Vrba K (Strana slobody)
- ThDr.prof. František Vymětal (bezpartijní)
- Ing. Stanislav Zamazal (KSČ)
- PhDr. Lubomír Zaorálek K (bezpartijní, resp. OF)
- doc.Dr. Jan Zelenka, CSc. (KSČ)
- Peter Zeman K (bezpartijní, resp. VPN)
- Danka Zubajová (KSS)
- Ing. Jaromír Žák (KSČ)
- JUDr. Michal Žákovič (Strana slobody)
- Zbyněk Žalman (ČSL)
- Eva Železniková (KSS)

## Abecední seznam poslanců Sněmovny národů
Včetně poslanců, kteří nabyli mandát až dodatečně při doplňovacích volbách (po rezignaci či úmrtí předchozího poslance). V závorce uvedena stranická příslušnost. Symbolem K jsou označeni poslanci, kteří byli do Federálního shromáždění kooptování v rámci procesu kooptací v letech 1989-1990.

### A–H
- Terézia Andrejová (KSS)
- JUDr. Josef Andrš (ČSL)
- Ing. Milan Andrýsek K (ČSL)
- Irena Balánová (bezpartijní)
- Zoltán Balla (KSS)
- Ernest Balog (SSO)
- Ing. Zdeňka Benešová (KSČ)
- RSDr. Mikuláš Beňo,  CSc. (KSS)
- Ing. Miloslav Blahník (KSČ)
- prof. Ing. Anton Blažej,  DrSc. (KSS)
- Jiřina Bočková (ČSS)
- Ing. Miloslav Boďa (KSS)
- Zdena Borisová (bezpartijní)
- JUDr. Jaroslav Brabec (KSČ)
- Ing. Petr Brodský K (bezpartijní, resp. OF)
- Slávko Buban (bezpartijní)
- prof. JUDr. Peter Colotka,  CSc. (KSS)
- Jozef Comba (KSS)
- Ing. Jozef Csémi (KSS)
- Tomáš Ctibor K (bezpartijní, resp. OF)
- Ing. Jaroslav Cuhra K (ČSL)
- Pavla Čáslavská (KSČ)
- Ing. Zdeněk Červenka K (bezpartijní)
- Václav Čubár (KSČ)
- Ing. Karol Daráž (KSS)
- PhDr. Vojtěch Deyl K (bezpartijní, resp. OF)
- Jozef Dobrovolný (KSS)
- Jiří Doležal (KSČ)
- RSDr. Alexander Dubček K (bezpartijní)
- Ing. Alojz Dúha K (bezpartijní, resp. VPN)
- RNDr. Miklós Duray K (bezpartijní, resp. Együttélés)
- Ing. Jozef Dvorský (KSS)
- Ing. Ladislav Dvořák (ČSS)
- Hana Dýčková (KSČ)
- Vlastimil Ehrenberger (KSČ)
- Evžen Erban (KSČ)
- Josef Fabián K (bezpartijní, resp. OF)
- PhDr. Jan Fojtík, CSc. (KSČ)
- Ing. Dagmar Frýbortová (bezpartijní)
- Jozef Fundák (bezpartijní)
- Ing. Ladislav Gerle (KSČ)
- Jaromír Glac K (bezpartijní, resp. OF)
- Štefan Glezgo K (bezpartijní, resp. VPN)
- Viera Gogová (bezpartijní)
- Vladimír Golab (bezpartijní)
- Peter Gecko[p 5] K (bezpartijní, resp. VPN)
- František Habáň (KSČ)
- Jan Hadrava K (bezpartijní, resp. OF)
- Oldřich Haičman (ČSL)
- Ing. Josef Haman (KSČ)
- MUDr. Stanislav Hanák (ČSL)
- prof.JUDr. Dalibor Hanes (KSS)
- Ing. František Hanus (KSČ)
- Ing. Josef Havlín (KSČ)
- Antonín Himl (KSČ)
- Imrich Hlaď (KSS)
- Ing. Jaroslav Hladík K (bezpartijní, resp. OF)
- Ing. Anton Hlaváč (KSS)
- Emil Hojnoš (Strana slobody)
- RNDr. Juraj Holčík,  CSc. K (bezpartijní, resp. VPN)
- Irena Horečná (KSS)
- Dana Hornáčková (KSS)
- Anna Hrabíková (bezpartijní)
- Jaroslav Hrbotický (ČSS)
- Marie Hrdličková (bezpartijní)
- genplk.Ing Jozef Hrebík (KSS)
- Ivan Hrubjak (bezpartijní)
- Milan Hruška K (bezpartijní, resp. OF)
- JUDr. Pavol Hrušovský K (bezpartijní, resp. KDH)
- Alois Huml (bezpartijní)
- Blanka Hyková (ČSS)

### CH–R
- Heřman Chromý K (bezpartijní, resp. OF)
- Ing. Helena Ivaničová (KSS)
- RSDr. Ján Janík (KSS)
- JUDr. Vladimír Janočko K (DS)
- Jaroslav Jenerál (KSČ)
- prof. JUDr. Zdeněk Jičínský, DrSc. K (bezpartijní, resp. OF)
- Ing. Jiří Juchelka (KSČ)
- Marie Kabrhelová (KSČ)
- MUDr. Magdaléna Kačicová K (bezpartijní, resp. VPN)
- Ing. Dana Kancírová (KSČ)
- JUDr. Hana Kantorová (KSČ)
- Ing. prof. Josef Kempný, CSc. (KSČ)
- Vítězslava Klůzová (ČSS)
- Božena Kocinová (bezpartijní)
- prof.Ing. Hvezdoň Kočtúch,  DrSc. K (bezpartijní, resp. VPN)
- Alžbeta Kollárová (bezpartijní)
- JUDr.prof. Martin Kontra K (bezpartijní, resp. VPN)
- Ján Konvit (bezpartijní)
- Ing. Jaroslav Kos K (KSČ)
- Ing. Zdenek Kováč (KSS)
- Ing. Mojmír Kovář K (bezpartijní)
- Pavel Koyš (KSS)
- Ing. Viliam Kožík, CSc. (KSS)
- Evžen Krauskopf (ČSL)
- Ing. Drahoslav Křenek (KSČ)
- Ing. Jozef Kučerák, CSc. K (bezpartijní, resp. VPN)
- Stanislav Kukrál (bezpartijní)
- Peter Kulan K (bezpartijní, resp. VPN)
- Jozef Kunkela (KSS)
- Miroslav Lajkep K (ČSL)
- JUDr. Nina Lefflerová (KSS)
- Ing. Jaroslav Lentvorský K (Strana slobody)
- Zdeňka Lietavská (bezpartijní)
- Ladislav Lis K (bezpartijní, resp. OF)
- Vladislav Liščák (bezpartijní)
- doc. PaedDr. Matej Lúčan (KSS)
- Ing. Josef Lux K (ČSL)
- Božík Macek (KSČ)
- Doc. PhDr. Jiří Machalík,  CSc. K (KSČ)
- Anna Marešová (ČSL)
- Ing. Ján Marko (KSS)
- Viera Martinčicová (bezpartijní)
- Ivan Marušinec (KSS)
- Gejza Mede (bezpartijní)
- Juraj Mesík K (Strana zelených)
- RSDr. Josef Mevald (KSČ)
- PhDr. doc. Jaroslav Mezník, CSc. K (ČSSD)
- Ing. Vasil Micovčin (KSS)
- Igor Mičieta K (Strana slobody)
- Hana Michlová (KSČ)
- JUDr. Vladimír Mikule K (bezpartijní, resp. OF)
- Josef Mixán (KSČ)
- Ing. Ladislav Mráz (KSS)
- Pavel Muraško K (bezpartijní, resp. OF)
- Ing. genmjr. Anton Muržic (KSS)
- prom. ped. Hana Návratová (KSČ)
- RSDr. Richard Nejezchleb (KSS)
- Dana Němcová K (bezpartijní, resp. OF)
- Helena Nemcsková (bezpartijní)
- PhDr. Anton Nemec,  genmjr. (KSČ)
- Ing. Zsuzsa Némethová K (bezpartijní, resp. VPN-MNI)
- PhDr. Zdenko Nováček, CSc. (KSS)
- RNDr. Ivo Novák K (bezpartijní, resp. VPN)
- Josef Novotný K (bezpartijní, resp. OF)
- Václav Nový (KSČ)
- doc. JUDr. Jozef Olej, CSc. K (KSS)
- Ing. Peter Orban K (bezpartijní)
- Viola Pálová (bezpartijní)
- Ján Pampúch (Strana slobody)
- Lambert Pargáč (KSS)
- Ing. Karol Parkanský (KSS)
- Dušan Passia (KSS)
- Irena Pažická (bezpartijní)
- Miloš Peklo (bezpartijní)
- Ing. Gustav Pilch (KSČ)
- Ján Pirč (KSS)
- doc. JUDr. Petr Pithart K (bezpartijní, resp. OF)
- prom.ped. Jindřich Poledník (KSČ)
- PhDr. Gyula Popély, CSc. K (bezpartijní, resp. Együttélés)
- doc. JUDr. Marián Posluch, CSc. K (bezpartijní, resp. VPN)
- Alena Požgaiová (KSS)
- Alois Priesnitz (KSČ)
- Irena Prievozníková (KSS)
- Peter Rašev K (bezpartijní, resp. VPN)
- PhDr. Ján Riško (KSS)
- PhDr. Miroslav Roček K (bezpartijní, resp. OF)
- Michal Rusnák (KSS)
- Ing. genplk. Karel Rusov (KSČ)
- Marie Řehková[p 6] (ČSS)
- akad. Josef Říman (KSČ)

### S–Z
- doc. Michal Sabolčík,  CSc. (KSS)
- František Samec (KSČ)
- Ing. Eduard Saul (KSČ)
- Karol Seman K (bezpartijní)
- Bohumil Servus (ČSL)
- Zoltán Sidó (KSS)
- Eva Silvanová (bezpartijní)
- doc., MUDr Milan Slavětínský (ČSS)
- Ing. Jozef Stank (KSS)
- JUDr. Karol Stome K (bezpartijní, resp. OF)
- Jindřiška Strnadová  (bezpartijní)
- František Stütz (KSČ)
- Ing. Pavol Suchán K (bezpartijní, resp. VPN)
- Jan Svoboda K (bezpartijní, resp. OF)
- Miroslav Sychra K (bezpartijní, resp. OF)
- Michal Sýkora K (KSS)
- Zdeněk Sytný (KSČ)
- Ing.genpor František Šádek (KSČ)
- Ing. Jozef Šagát (KSS)
- PhDr. Viliam Šalgovič,  CSc. (KSS)
- Ema Šarišská[p 7]  (bezpartijní)
- Jozef Šimúth (SSO)
- Ing. Šimon Škoviera (KSS)
- RSDr.doc. Gejza Šlapka,  DrSc. (KSS)
- Jaroslava Šmehlíková (KSČ)
- Jan Šolc K (bezpartijní, resp. OF)
- Václav Štáfek (KSČ)
- Ing. Miloslav Štancel (KSS)
- Ing. Marián Štefánik (bezpartijní)
- JUDr. František Šulka K  (bezpartijní)
- Věra Šuterová (bezpartijní)
- Ing. Mikuláš Šutka (KSČ)
- MUDr.prof. Bedřich Švestka,  akad. (KSČ)
- Ing. Miroslav Toman,  CSc. (KSČ)
- prof.MUDr. Tomáš Trávníček,  CSc. (KSČ)
- Ing. Josef Trejbal (KSČ)
- Dana Trochtová (KSČ)
- Štefan Trško (bezpartijní)
- Ing. Juraj Turošík (KSS)
- Eugen Turzo (KSS)
- Ing.genpor. Miroslav Vacek (KSČ)
- Michal Várady (KSS)
- Anna Vargová (bezpartijní)
- Jana Veselá (ČSL)
- Jiřina Veselá (KSČ)
- Radomír Vinter (KSČ)
- Erika Vitézová (KSS)
- prof.JUDr. Eduard Vlček (KSČ)
- Václav Vokál[p 8] K (bezpartijní)
- Zdeněk Vomastek (KSČ)
- Dezider Zagiba (KSS)
- Ing. Jindřich Zahradník (KSČ)
- Ján Zán[p 9] (KSS)
- Miroslav Zavadil (KSČ)
- RNDr. Roman Zelenay,  CSc. K (bezpartijní, resp. VPN)
- Ing. Miloš Zeman K (bezpartijní, resp. OF)
- genpor.Ing Miloslav Zíka (KSČ)
- Jaroslav Žižka (KSČ)